# Ferrari Superamerica
Ferrari 400/500/365 är en sportbil, tillverkad av den italienska biltillverkaren Ferrari mellan 1960 och 1967.

## Bakgrund
Ferrari fortsatte att bygga supersportbilar till sina rikaste kunder även under sextiotalet. Superamerica- och Superfast-vagnarna var dubbelt så dyra som de mindre 250-vagnarna och tillverkades i ytterst små serier. Bilarna behöll den stela bakaxeln från föregångarna i America-serien, men hade nu skivbromsar runt om för att matcha prestandan.

## Motor
400 Superamerica var, som första Super-Ferrari, försedd med en Colombo-motor under huven. Den i grunden lilla motorn hade modifierats grundligt för att nå upp till fyra liters slagvolym.
I 500 Superfast användes, för sista gången, Lampredi-motorn i en landsvägsvagn från Ferrari.
365 California var försedd med Colombo-motorn från de mindre syskonen i 365-serien.
| Modell | Motor              | Cylindervolym | Effekt | Bränsle                     |
| ------ | ------------------ | ------------- | ------ | --------------------------- |
| 400    | 12-cyl V-motor ohc | 3967 cm³      | 400 hk | 3 st Weber 46DCF förgasare  |
| 500    | 12-cyl V-motor ohc | 4963 cm³      | 400 hk | 6 st Weber 4DCN3 förgasare  |
| 365    | 12-cyl V-motor ohc | 4390 cm³      | 320 hk | 3 st Weber 40DF/1 förgasare |

## 400 Superamerica
400 Superamerica efterträdde 410 Superamerica från 1959. Bilen byggdes i två serier:
Serie I hade kort hjulbas på 242 cm. 16 bilar fick täckta karosser från Pininfarina och 8 bilar fick öppna karosser från Pininfarina och Scaglietti.
Serie II från 1962 fick längre hjulbas på 260 cm. Pininfarina byggde 18 täckta och 4 öppna karosser.

## 500 Superfast
1964 ersatte den större 500 Superfast. Fjädringen av bakaxeln hade nu moderniserats med skruvfjädrar. Första serien hade fyrväxlad växellåda med överväxel, andra serien från 1966 fick femväxlad låda. Alla bilar hade täckt kaross från Pininfarina.
Produktionen uppgick till 37 exemplar.

## 365 California
365 California var närmast en cabriolet-version av företrädaren 500 Superfast. Bilen var en hybrid med chassi från 500 Superfast och motor från 365 GT 2+2. Karossen byggdes av Pininfarina.
Produktionen uppgick till 14 exemplar.
Se även:
- Ferrari 365

## Bilder

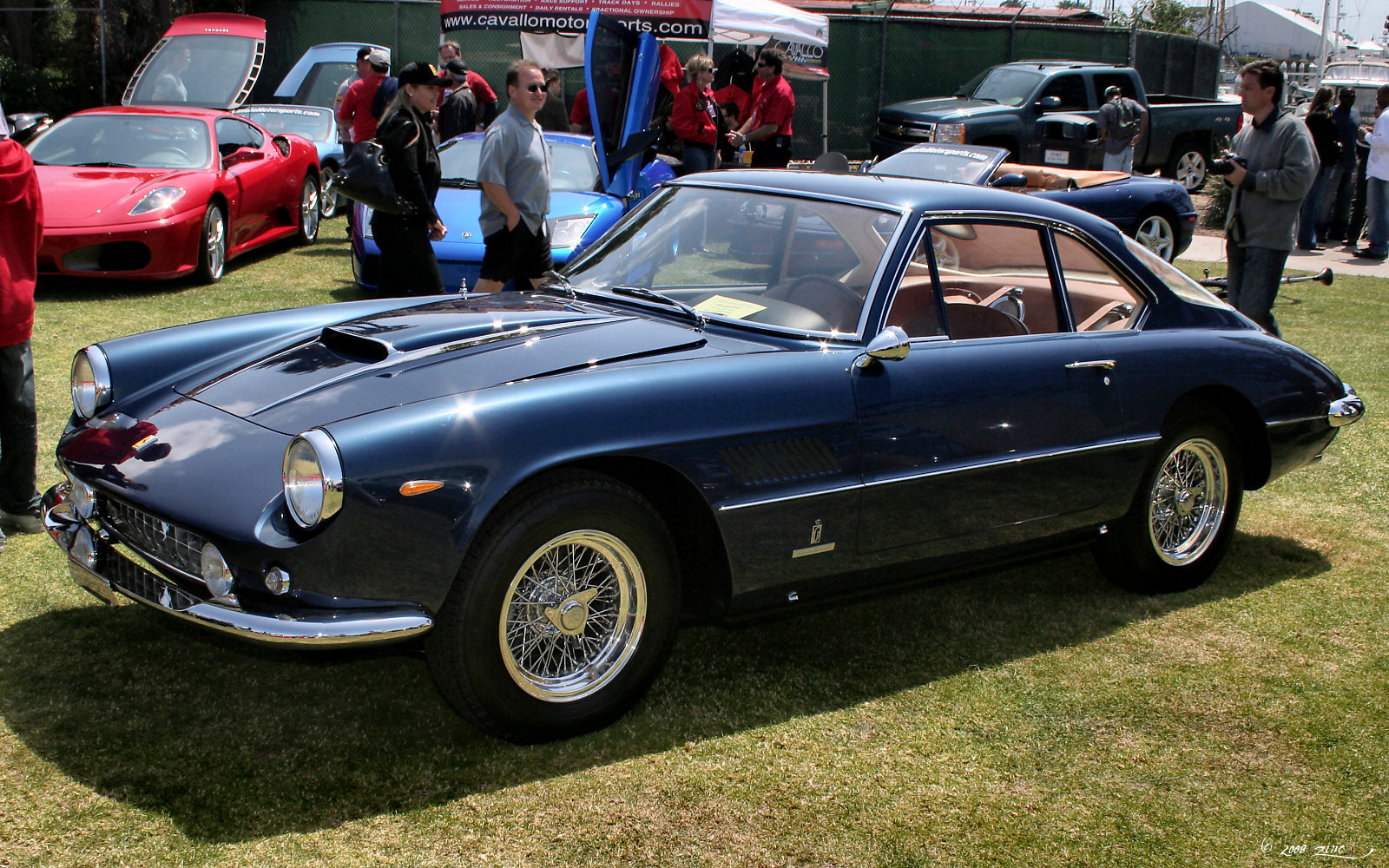
Ferrari 400 Superamerica
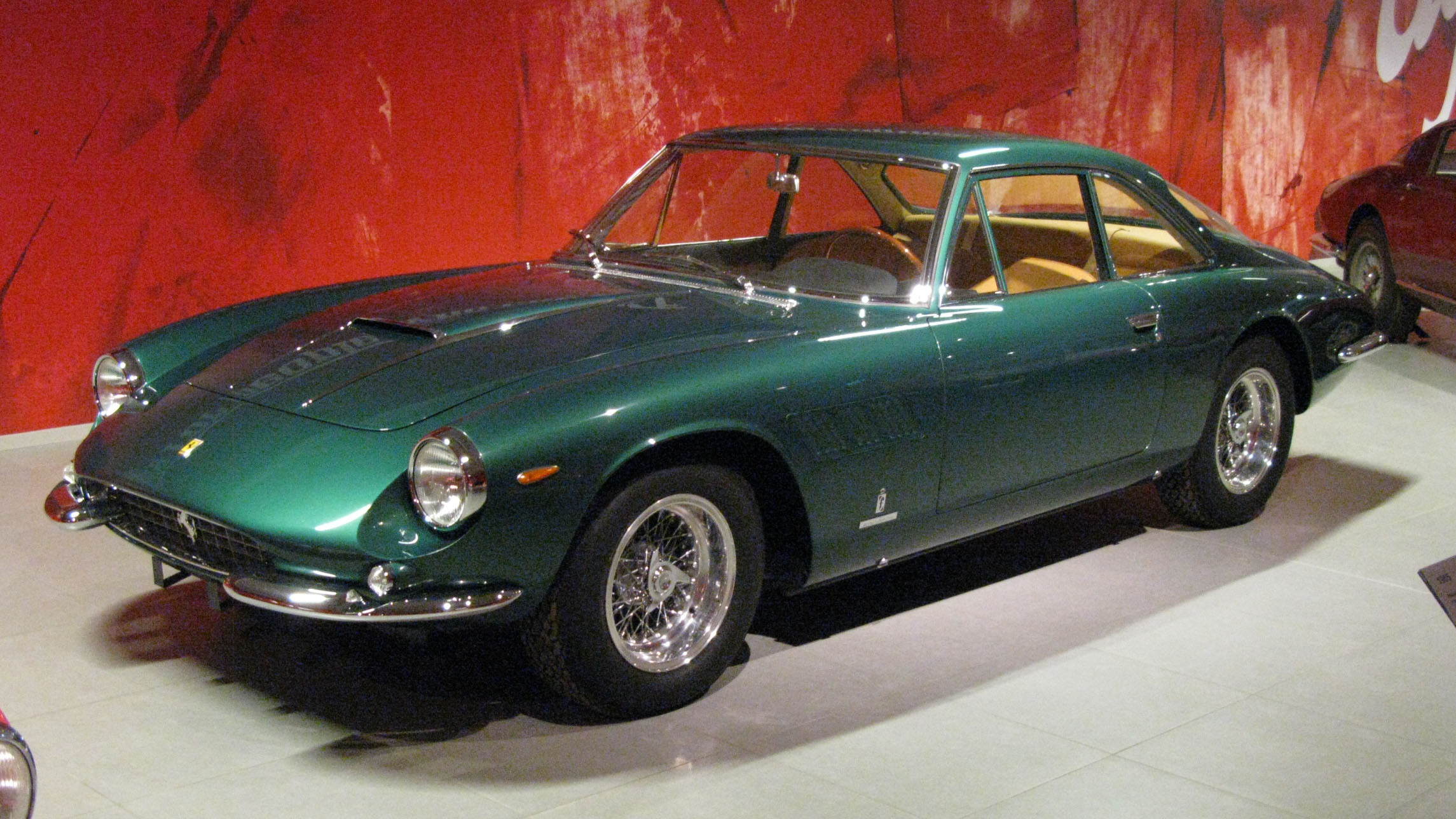
Ferrari 500 Superfast
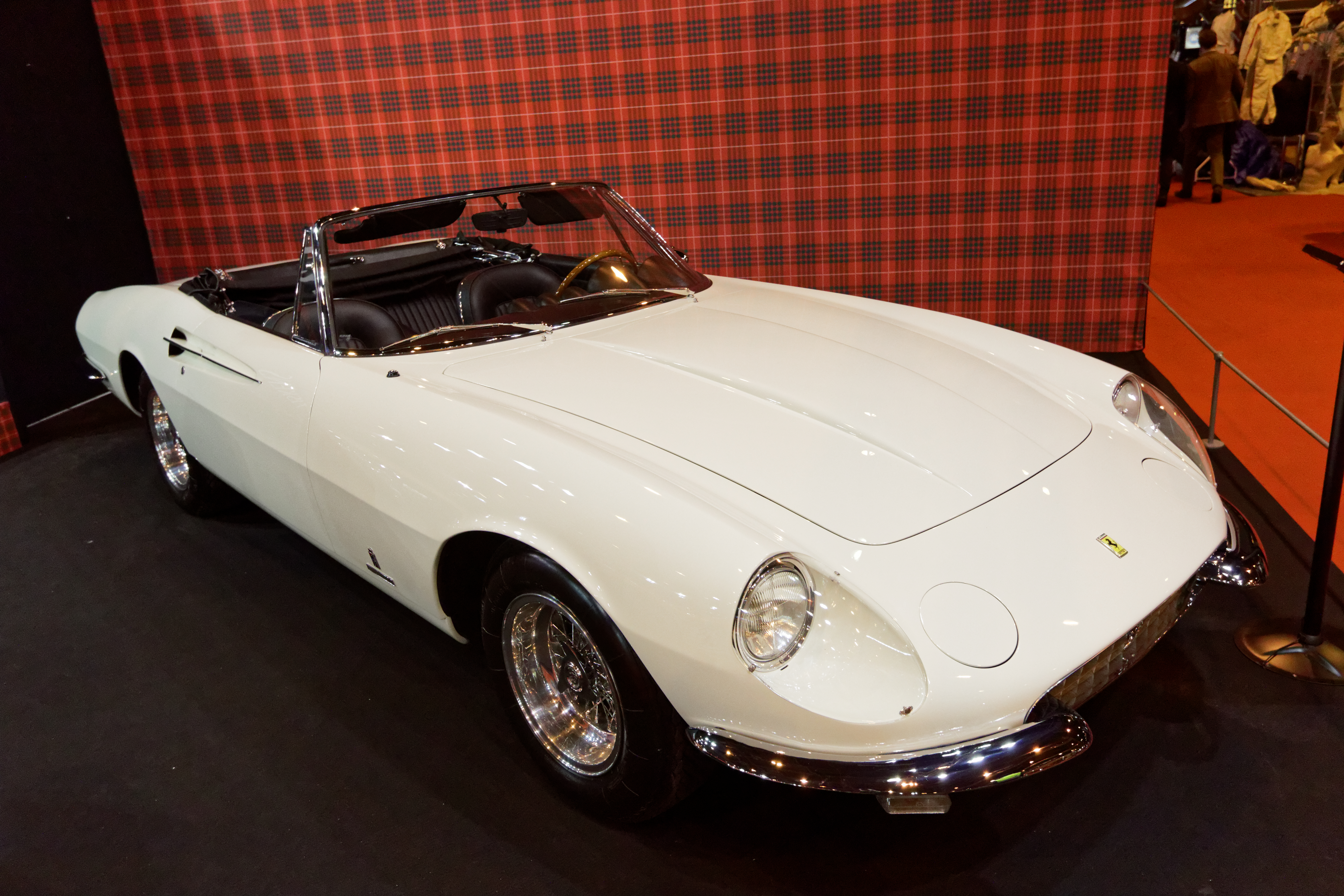
Ferrari 365 California